# Скоморох (театр)

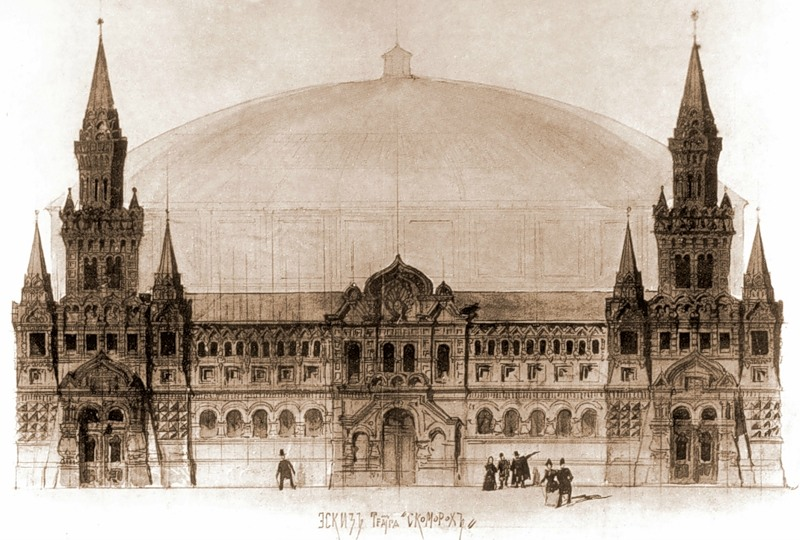
Театр «Скоморох». Проект фасада, 1886 г. Эскиз Ф. О. Шехтеля.

«Скоморох» — театр, созданный в Москве антрепренёром и режиссёром М. В. Лентовским как театр для народа.

## История
Театр был открыт в 1881 г. в помещении цирка Гинне на Воздвиженке, первым спектакль был «Фрол Скобеев» Д. В. Аверкиева. Сохранились воспоминания С.Васюкова о театре:

«Везде по стенам <…> нарисованы портреты русских великих писателей, разные меткие изречения и пословицы, устроены ложи, партер и многочисленные дешевые <…> места идущие амфитеатром. <…> Была набрана очень недурная труппа, куда входила талантливая провинциальная молодежь».
Также свои впечатления о театре оставил А. П. Чехов :

«СКОМОРОХ» — ТЕАТР М. В. Л. ***
(3-е января)
Начну прямо с начала. В коридорах темно и жутко, как в инквизиционных подвалах. Лишние лампочки не мешает поставить. Цена умеренная, всем видно, контролем не надоедают, публика аплодирует — значит, хорошо. Но чертовски холодно! Зуб на зуб не попадешь. — Нос зябнет самым неприличным образом.
Когда мы вошли в театр, стоящие около вешалок предложили нам раздеться.
— А у вас тепло? — спросили мы.
— Тепло-с.
Мы поверили этим лгунам и заплатили по двугривенному. Заплатили даром, потому что через пять минут пришлось опять облечься в шубы. Нехорошо надувать! Коли холодно, так и говорите, что холодно, а не берите двугривенных. Гг. капельдинеры, надевая на нас шубы, поздравили нас с Новым годом. Это после двугривенных-то! Вежливо, но — некрасиво. Народный обычай поздравлять — может и не иметь места в народном театре.
В буфете всё есть, но нечем закусывать после водки: ни килек, ни селедки.
Выход ужасен. Нужно отворять две половинки двери, а не одну, а то приходится выходить поодиночке, гуськом, что скучно и неудобно. Тесноту нужно избегать по многим причинам.
Мы глядели «Смерть Ляпунова», драму Гедеонова. Пьеса старинная, холодная, трескучая, тягучая, как кисель, но мы почти ничего не имеем против её постановки на сцену «Скомороха». Пусть малознающая публика хоть за четвертак поучится истории. Это во-первых, а во-вторых, подобные пьесы понятны каждому, не тенденциозны и трактуют далеко не о пустяках… А этого, пожалуй, достаточно. При нынешней дороговизне и за это спасибо.

О труппе можно сказать весьма мало по весьма уважительной причине: видели её только раз. Г. Рахимов ничего себе. Картавящий г. Пальм («князь Пъёнский… Говою тебе… дъюг дъюгу»!!), Осетров, Протасов годятся; как для пьес, так и для сцены. Глядя на них, узнаешь тетку-провинцию. Г-жа Савина много ныла, много руками махала, энергично белками вращала, но ничего не вышло. Что-нибудь из двух: или она плохая актриса, или же озябла… Думаем, что то и другое."
В 1883 г. Лентовский был вынужден закрыть театр из-за материальных трудностей.
В 1886 г. театр возобновил свою работу в перестроенном здании бывшей панорамы «Константинополь» на Сретенском бульваре (сейчас на этом месте стоят здания страхового общества «Россия»). Он открылся пьесой А. Н. Островского «Бедность не порок».
В создании декораций для спектаклей принимал участие Фёдор Шехтель.
В театре играли Н. Н. Кудрина, П. К. Красовский, М. Т. Иванов-Козельский, В. Н. Андреев-Бурлак и др.
В 1888 г. театр был закрыт из-за недостатка финансирования.